# Поль Отле
Поль Марі Ґіслайн Отле (фр. Paul Marie Ghislain Otlet; (23 серпня 1868 , Брюссель  — 10 грудня 1944 , Брюссель )) — бельгійський письменник, підприємець, мислитель, документаліст, бібліограф, юрист і борець за мир; був одним із декількох людей, яких вважали батьками-засновниками теорії інформатики. Отле створив універсальну десяткову класифікацію — один з найвидатніших прикладів фасетної класифікації. Отле несе відповідальність за широке впровадження в Європі стандартної американської індексної картки на 3x5 дюймів, що використовувалася до недавнього часу в більшості бібліотечних каталогів у всьому світі (на сьогодні значною мірою була витіснена внаслідок появи в Інтернеті каталогу загального доступу (OPAC)). Отле написав численні нариси про те, як збирати та організовувати знання в усьому світі, кульмінацією яких є дві книги: «Traité de Documentation» (1934) та «Monde: Essai d'universalisme» (1935).
У 1907 році, після величезної міжнародної конференції, Отле і Анрі Ла Фонтен створили Центральне бюро міжнародних асоціацій, яке було перейменовано в Союз міжнародних асоціацій у 1910 р. І яке все ще знаходиться в Брюсселі. Вони також створили чудовий міжнародний центр, який називався спочатку Palais Mondial (World Palace), а пізніше Мунданеум, щоб розмістити колекції та діяльність своїх різних організацій та інститутів.
Отле і Ла Фонтен були борцями за мир, які схвалили інтернаціоналістську політику Ліги Націй та її Міжнародного інституту інтелектуального співробітництва (попередник ЮНЕСКО). Отле і Ла Фонтейн стали свідками безпрецедентного розповсюдження інформації, що призвело до створення нових видів міжнародної організації. Вони бачили в цій організації нову глобальну політику і хотіли допомогти зміцнити його. Ла Фонтен отримав Нобелівську премію миру 1913 року.

## Універсальний бібліографічний репертуар
У 1895 році Отле і Ла Фонтен також почали створювати збірник індексних карток, призначених для каталогу фактів, що отримали назву «Репертуар Бібліографічного Універсалу» (RBU) або «Універсальний Бібліографічний Репертуар». До кінця 1895 р. Вона зросла до 400 000 записів; пізніше вона досягне висоти понад 15 мільйонів.
У 1896 році компанія Отле створила платні послуги, щоб відповідати на запитання поштою, відправивши запитувальникам копії відповідних карт індексів для кожного запиту; вчений Чарльз ван ден Х'ювель назвав цю службу «аналоговою пошуковою системою». До 1912 р. ця служба відповіла на понад 1500 запрошень на рік.
Отле передбачав копію RBU у кожному великому місті в усьому світі, а Брюссель мав головну копію. У різний час між 1900 і 1914 рр. Були зроблені спроби відправити повні копії RBU до таких міст, як Париж, Вашингтон, Д. К. та Ріо-де-Жанейро; проте труднощі у копіюванні та перевезенні означали, що жоден місто не отримав більше кількох сотень тисяч карток.

## Універсальна десяткова класифікація
У 1904 році Отле і Ла Фонтен почали публікувати свою схему класифікації, яку вони називають універсальною десятковою класифікацією. Університетський фонд був спочатку заснований на системі десяткової класифікації Мелвіла Дьюї. Отле і Ла Фонтен звернулися до Мелвіла Дьюї з запитом про те, чи зможуть вони змінити десяткову систему Дьюї відповідно до периметру свого бібліографічного проекту, а саме — організувати інформацію в соціальних та природних науках. Дьюї надав їм дозвіл, якщо він суттєво відрізнявся від його оригінальної версії. Вони працювали з численними дослідниками предметів, наприклад, з Herbert Haviland Field на Бібліографічному видання з зоології та завершили цю початкову публікацію в 1907 році. Система визначає не тільки детальні предметні класифікації, але також алгебраїчні позначення для посилання на перехрестя з декількох предметів; наприклад, позначення «31: [622 + 669] (485)» стосується статистики гірничо-металургійної галузі Швеції. УДК є прикладом аналітико-синтетичної класифікації, тобто він дозволяє зв'язувати одну концепцію з іншою. Хоча деякі окреслили його як гранену, це не так, хоча в ньому є деякі стилізовані елементи. По-справжньому гранована класифікація складається виключно з простих понять; Є багато складних концепцій, перерахованих в УДК. Він як і раніше використовується багатьма бібліотеками та бібліографічними службами за межами англомовного світу та в деяких нетрадиційних контекстах, таких як BBC Archives.

## Особисті труднощі та Перша світова війна
У 1906 році після смерті батька Едуарда його бізнес розвалився, Отле, його брати і сестри утворили компанію Отле Фреерс («Brothers Otlet»), щоб спробувати керувати підприємствами. Отле став президентом компанії. У 1907 році Едуар помер, і сім'я намагалася підтримувати всі сфери бізнесу.
У 1913 році Ла Фонтен здобув Нобелівську премію миру та вклав свої виграші в бібліографічні підприємства Отле, які страждали від браку фінансування. Отле повернувся до Сполучених Штатів на початку 1914 р., щоб спробувати отримати додаткове фінансування від уряду США, але його зусилля незабаром припинилися через початок Першої світової війни. Отле повернувся до Бельгії, але швидко втік після того, як ним зацікавилися німці; він провів більшість війни у Парижі та різних містах Швейцарії. Обидва його сини воювали в бельгійській армії, і один з них, Жан, загинув під час війни в битві при Йесері.
Отле провів велику частину війни, намагаючись досягти миру, і створення багатонаціональних інституцій, які, на його думку, могли запобігти майбутнім війнам. У 1914 році він опублікував книгу «Ла Фін де ла Герре» («Кінець війни»), яка визначила «Всесвітню хартію прав людини» як основу для міжнародної федерації.